# 1849

## Събития
- Стефан Богориди дарява свой имот, на който е построена българската църква "Св.Стефан"

## Родени
- Джеймс Тейлър Кент, американски лекар
- Кузман Шапарданов, български просветен деец
- Никола Чернокожев, български просветни дейци
- Христо Телятинов, български духовник и учител
- 4 януари – Никола Сукнаров, български политик
- 5 януари – Василий Немирович-Данченко, руски писател
- 13 януари – Константин Йованович, Български архитект
- 17 януари – Андон Балтов, български революционер
- 20 февруари – Иван Евстратиев Гешов, български политик
- 6 април – Джон Уилям Уотърхаус, британски художник
- 28 май – Никола Обретенов
- 13 юли – Херман Хелмер, австрийски архитект
- 2 август – Мария-Пия Бурбонска, херцогиня на Парма и Пиаченца
- 9 септември – Никола Войновски, български революционер
- 14 септември – Иван Павлов, руски физиолог
- 20 септември – Джордж Бърд Гринел, американски естествоизпитател
- 23 октомври – Кинмочи Сайонджи, Министър-председател на Япония
- 24 ноември – Франсис Ходжсън Бърнет, британско-американска писателка
- 6 декември – Аугуст фон Макензен, германски фелдамаршал

## Починали
- 8 февруари – Франце Прешерн, словенски поет
- 3 април – Юлиуш Словацки, полски поет
- 18 април – Хокусай, художник и гравьор
- 11 май – Ото Николай, пруски композитор
- 12 юни – Анджелика Каталани, италианска оперна певица
- 10 юли – Александра Александровна, велика руска княгиня
- 30 юли – Джейкъб Пъркинс, американски изобретател
- 31 юли – Шандор Петьофи, унгарски поет и революционер
- 9 септември – Михаил Павлович, велик княз на Русия
- 25 септември – Йохан Щраус, австрийски композитор
- 5 октомври – Агапий Врачански, православен духовник
- 7 октомври – Едгар Алън По, американски писател
- 17 октомври – Фредерик Шопен, полски композитор и пианист
- 12 декември – Марк Брюнел, френски изобретател и предприемач
- 13 декември – Йохан Центуриус фон Хофмансег, германски биолог
- 20 декември – Уилям Милър, основател на адвентисткото движение (* 1782)

Вижте също:
- календара за тази година